# Grand Prix automobile d'Europe 1993
GP précédent GP suivant
Le Grand Prix automobile d'Europe 1993 (Sega European Grand Prix), disputé le 11 avril 1993 à Donington Park au Royaume-Uni, est la 535e épreuve du championnat du monde de Formule 1 courue depuis 1950. Il s'agit de la quatrième édition du Grand Prix d'Europe comptant pour le championnat du monde de Formule 1, l'unique disputée à Donington Park et la troisième manche du championnat 1993.
Au départ, donné sur piste mouillée, Ayrton Senna, qui partait en quatrième position, perd une place dès le premier virage mais passe les quatre pilotes qui le précèdent, Michael Schumacher, Karl Wendlinger, Damon Hill et enfin Alain Prost (parti en pole position) avant la fin du premier tour pour prendre la tête du Grand Prix.

## Classement

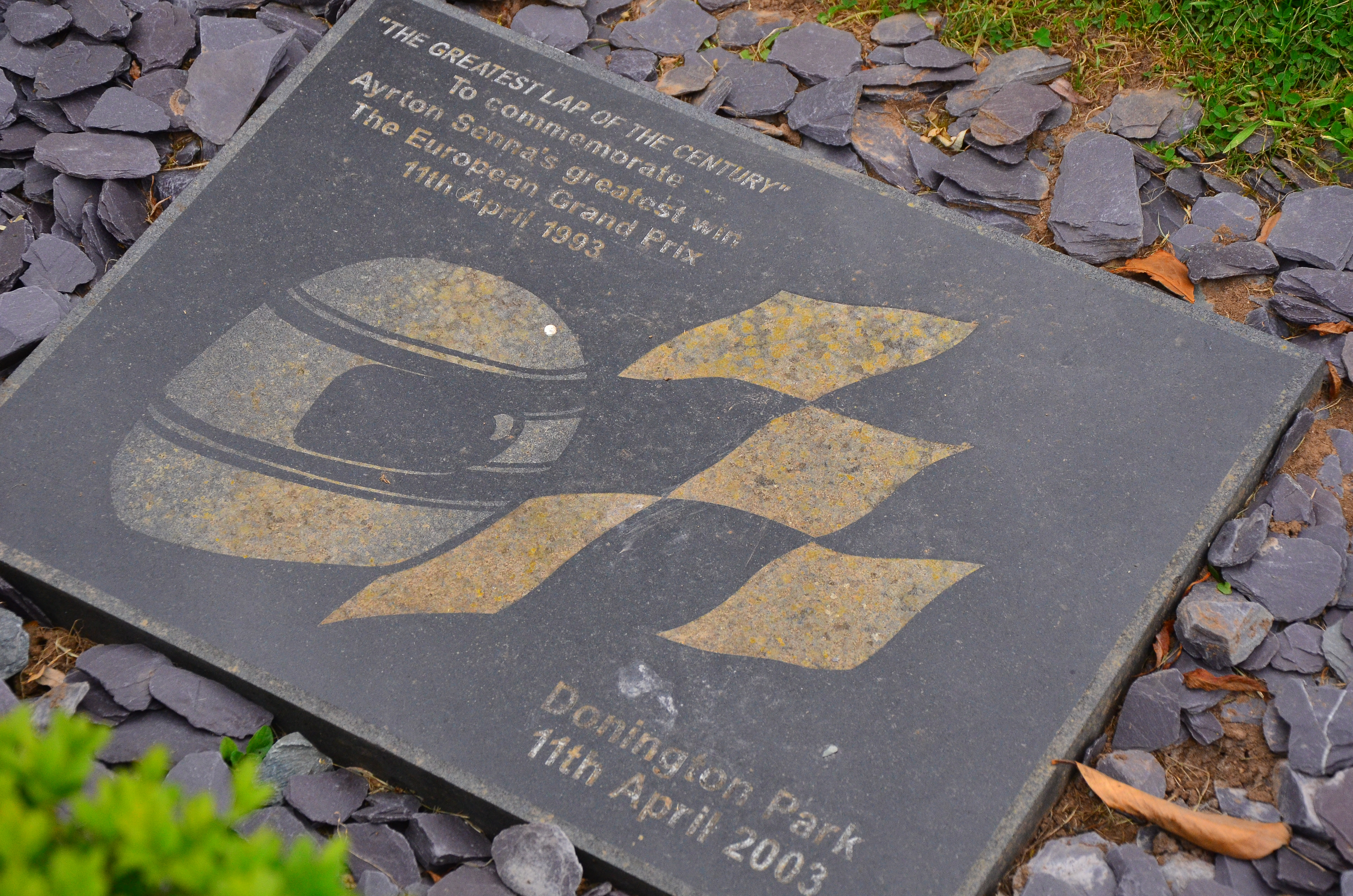
Plaque commémorant la victoire d'Ayrton Senna à Donington.

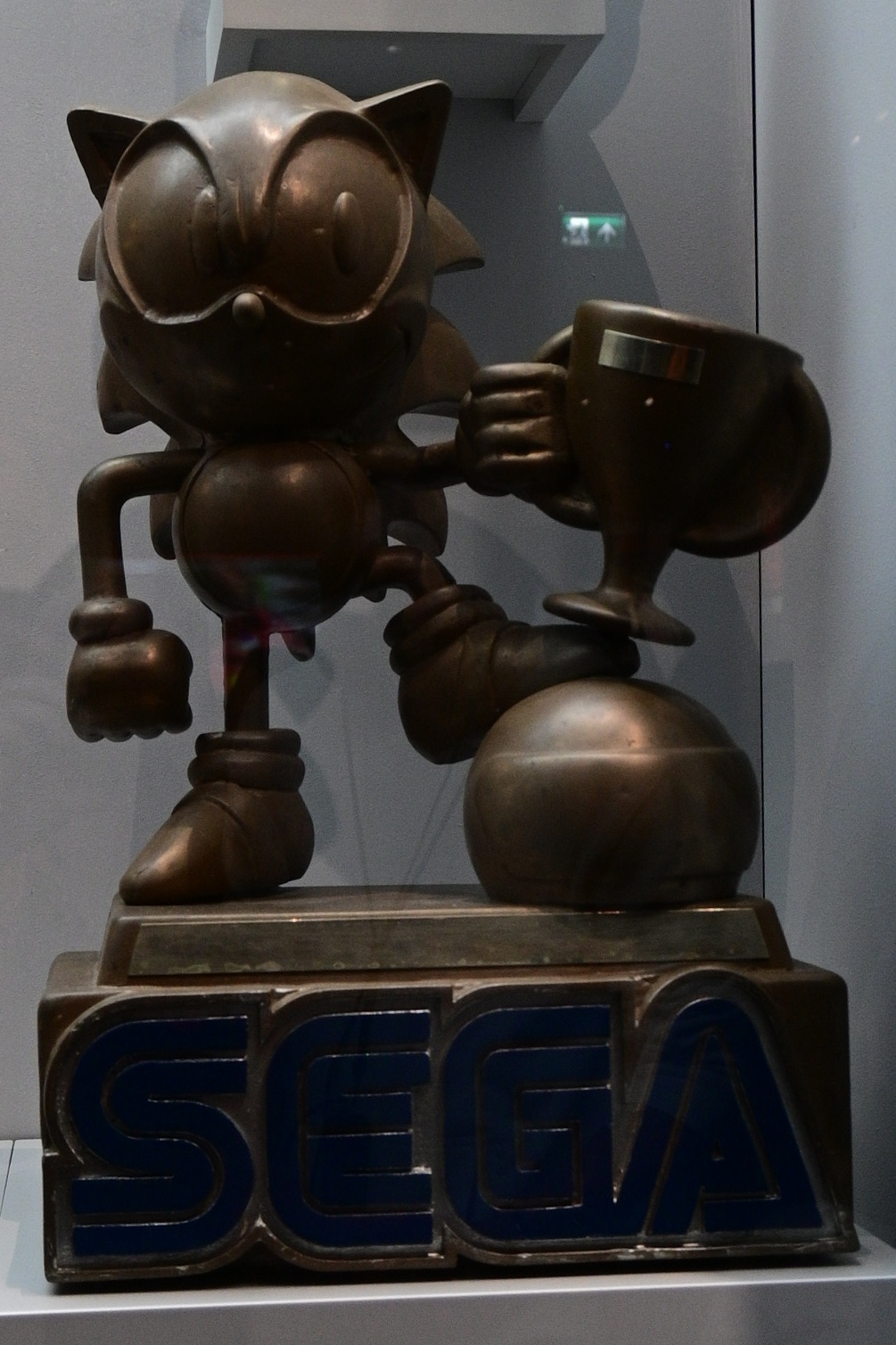
Le trophée du Grand Prix d'Europe 1993 à l'effigie de Sonic le hérisson.

| Pos. | No | Pilote               | Écurie                | Tours | Temps/Abandon                      | Grille | Points |
| ---- | -- | -------------------- | --------------------- | ----- | ---------------------------------- | ------ | ------ |
| 1    | 8  | Ayrton Senna         | McLaren-Ford          | 76    | 1 h 50 min 46 s 570 (165,603 km/h) | 4      | 10     |
| 2    | 0  | Damon Hill           | Williams-Renault      | 76    | + 1 min 23 s 199                   | 2      | 6      |
| 3    | 2  | Alain Prost          | Williams-Renault      | 75    | + 1 tour                           | 1      | 4      |
| 4    | 12 | Johnny Herbert       | Lotus-Ford            | 75    | + 1 tour                           | 11     | 3      |
| 5    | 6  | Riccardo Patrese     | Benetton-Ford         | 74    | + 2 tours                          | 10     | 2      |
| 6    | 24 | Fabrizio Barbazza    | Minardi-Ford          | 74    | + 2 tours                          | 20     | 1      |
| 7    | 23 | Christian Fittipaldi | Minardi-Ford          | 73    | + 3 tours                          | 16     |        |
| 8    | 11 | Alessandro Zanardi   | Lotus-Ford            | 72    | + 4 tours                          | 13     |        |
| 9    | 20 | Érik Comas           | Larrousse-Lamborghini | 72    | + 4 tours                          | 17     |        |
| 10   | 14 | Rubens Barrichello   | Jordan-Hart           | 70    | Pression d'essence                 | 12     |        |
| 11   | 21 | Michele Alboreto     | BMS Lola-Ferrari      | 70    | + 6 tours                          | 24     |        |
| Abd. | 9  | Derek Warwick        | Footwork-Mugen-Honda  | 66    | Boîte de vitesses                  | 14     |        |
| Abd. | 15 | Thierry Boutsen      | Jordan-Hart           | 61    | Accélérareur                       | 19     |        |
| Abd. | 4  | Andrea De Cesaris    | Tyrrell-Yamaha        | 55    | Boîte de vitesses                  | 25     |        |
| Abd. | 27 | Jean Alesi           | Ferrari               | 36    | Suspension                         | 9      |        |
| Abd. | 10 | Aguri Suzuki         | Footwork-Mugen-Honda  | 29    | Boîte de vitesses                  | 23     |        |
| Abd. | 19 | Philippe Alliot      | Larrousse-Lamborghini | 27    | Collision                          | 15     |        |
| Abd. | 5  | Michael Schumacher   | Benetton-Ford         | 22    | Sortie de piste                    | 3      |        |
| Abd. | 26 | Mark Blundell        | Ligier-Renault        | 20    | Sortie de piste                    | 21     |        |
| Abd. | 28 | Gerhard Berger       | Ferrari               | 19    | Suspension                         | 8      |        |
| Abd. | 30 | Jyrki Järvilehto     | Sauber-Ilmor          | 13    | Tenue de route                     | 7      |        |
| Abd. | 3  | Ukyo Katayama        | Tyrrell-Yamaha        | 11    | Embrayage                          | 18     |        |
| Abd. | 25 | Martin Brundle       | Ligier-Renault        | 7     | Sortie de piste                    | 22     |        |
| Abd. | 7  | Michael Andretti     | McLaren-Ford          | 0     | Collision                          | 6      |        |
| Abd. | 29 | Karl Wendlinger      | Sauber-Ilmor          | 0     | Collision                          | 5      |        |
| Nq.  | 22 | Luca Badoer          | BMS Lola-Ferrari      |       | Non qualifié                       |        |        |

## Pole position et record du tour
- Pole position :  Alain Prost (Williams-Renault) en 1 min 10 s 458 (vitesse moyenne : 205,552 km/h)[2].
- Meilleur tour en course :  Ayrton Senna (McLaren-Ford) en 1 min 18 s 029 au 57e tour (vitesse moyenne : 185,608 km/h)[3].

## Tours en tête
- Ayrton Senna (McLaren-Ford) : 71 tours (1-18 / 20-34 / 39-76) ;
- Alain Prost (Williams-Renault) : 5 tours (19 / 35-38)[4].

## Statistiques
Le Grand Prix d'Europe 1993 représente :
- la 38e victoire de sa carrière pour Ayrton Senna[5] ;
- la 101e victoire pour McLaren en tant que constructeur[6] ;
- la 162e victoire pour Ford en tant que motoriste[7].

Au cours de ce Grand Prix :
- La course a été sponsorisée par Sega. Ainsi, un ballon énorme et les panneaux-publicitaires comportant la mascotte de compagnie, Sonic le hérisson, étaient autour du circuit de Donington Park ; le trophée remis à Senna est à l'effigie du personnage.
- Le tour le plus rapide de Senna a été réalisé quand celui-ci se présenta au stand et annula son arrêt. Il put démontrer qu'il y avait un « raccourci » en passant par la voie des stands.
- Johnny Herbert et Lotus ont réalisé une remarquable stratégie de course. Tandis que tous les pilotes s'arrêtaient aux stands plusieurs fois durant la course, Herbert a seulement fait un arrêt ce qui lui permit de réaliser une 4e place.
- Retour du Belge Thierry Boutsen après le limogeage d'Ivan Capelli.